# Intercambiador Uwajimaasahi
El Intercambiador Uwajimaasahi (宇和島朝日インターチェンジ Uwajima'asahi-intāchenji?) es un intercambiador de la Ruta Uwajima que se encuentra en el distrito Sumiyoshicho (住吉町 Sumiyoshichō?) de la Ciudad de Uwajima de la Prefectura de Ehime. 

## Características
Es un intercambiador parcial que sólo permite entrar para dirigirse hacia el Intercambiador Uwajimakita. Se complementa con el Intercambiador Uwajimasakashizu, ubicado más al sur.

## Cruce importante
- Ruta Nacional 56 (no en forma directa)

## Alrededores del intercambiador
- Parque Sumiyoshi (住吉公園 Sumiyoshi-kōen?)

## Intercambiador anterior y posterior
- Ruta Uwajima

Intercambiador Uwajimakita << Intercambiador Uwajimaasahi >> Intercambiador Uwajimasakashizu